# Dicyemennea brevicephala
Dicyemennea brevicephala är en djurart som tillhör fylumet rhombozoer, och som beskrevs av Bayard Harlow McConnaughey 1941. Dicyemennea brevicephala ingår i släktet Dicyemennea och familjen Dicyemidae. Inga underarter finns listade i Catalogue of Life.